# Гімн Фінляндії
Maamme (укр. Наш край), (швед. Vårt land) — національний гімн Фінляндії. У Конституції країни нічого не сказано про гімн, тому він має неофіційний статус.
Оригінальний твір написав Юган Людвіг Рунеберг ще 1846 року, проте вірш був опублікований тільки два роки пізніше, 1848 року. Цей вірш виступив прологом до циклу віршів «Розповіді прапорщика Стоя». Був написаний шведською мовою. Музику до майбутнього гімну написав Фредрік Паціус, емігрант з Німеччини. Уперше пісня прозвучала в травні 1848 року у виконанні академічного хору шведською мовою. Сучасний переклад на фінську мову зроблено 1889 року, проте перші варіанти з'явилися ще 1867 року.
В оригінальному варіанті шведською мовою не йшлося про Фінляндію (за винятком 4-го та 10-го віршів, які дуже рідко співаються), а про невизначену північну країну. У фінському варіанті йдеться саме про Фінляндію.
Мелодія фінського гімну є також мелодією Естонського національного гімну.

## Історія
Національний гімн Фінляндії на слова Югана Людвіга Рунеберга і музику Фредріка Паціуса вперше виконали 1848 року студенти, що відзначали День Флори (13 травня) на лузі садиби Кумтяхті в Гельсінкі.
Й. Л. Рунеберг, директор ліцею Борго в Порвоо, склав оригінальний текст шведською мовою під назвою Vårt land («Наш край»), за два роки до цього. Вірш опублікували восени 1846 роки як пролог до твору Рунеберга «Розповіді прапорщика стіл», зборам 35 героїчних балад про Російсько-шведській війні 1808-09 років. В результаті цієї війни Швеція поступилася Фінляндію Росії по Фридрихсгамскому мирному договору 1809 року.
Рунеберг хотів своєї епікою сприяти піднесенню фінського патріотичного духу. Кажуть, він черпав натхнення для «Нашого краю» від «Заклику» Міхая Верешмарті, угорського національного гімну, опублікованого в 1836 році. До пізнього 20 століття, політичний ідеалізм «Рассказов прапорщика стіл» і «Нашого краю» користувався великою популярністю серед фінів. Після публікації тексту гімну Рунеберга скоро піднесли в статус національного поета.
Рунеберг був консервативним і помірним націоналістом, вірним влада тримає. Головною турботою органів влади було запобігти виникненню радикальних ідей; революційний дух «Марсельєза» знаходив в цей час певну підтримку в Фінляндії. «Наш край» допоміг вгамувати патріотичну спрагу студентів, завдяки чому Фінляндія уникнула кровопролиття, що мав місце в інших частинах Європи.
Кілька композиторів пробували покласти піднесені вірші Рунеберга на музику ще до Фредріка Паціуса, композитора німецького походження, лектора музики в Гельсінському університеті, але його версія здобула широку популярність. Сам композитор керував університетським хором при повільному, величному першому виконанні, Анданте маестозо, яке зворушило публіку до сліз. Твір Паціуса запозичили пізніше для пісні «Вітчизна моя», національного гімну Естонії від 1918 до 1940 року і знову з 1990 року.
Історики охоче називають День Флори, 13 травня 1848 року, днем народження Фінляндії. Фредрік Сігнеус, голова студентської корпорації, виступив з головною промовою на урочистостях і уклав її тостом «Фінляндії». Студентська корпорація мала свій прапор, який зображав коронованого лавровим вінком лева в білому полі, зроблений спеціально для даного торжества; його можна вважати першим фінським прапором. На закінчення публіка, сотні людей, з радістю приєдналася до «Нашому краю». Тоді ж вперше була висунута ідея про самосвідомість фінської нації.
«Наш край» швидко отримав загальне визнання як вираз патріотичного почуття, особливо після того, як Пааво Каяндер опублікував свій витончений фінський переклад (Maamme) в кінці 19 століття.

## Текст гімну

### Maamme

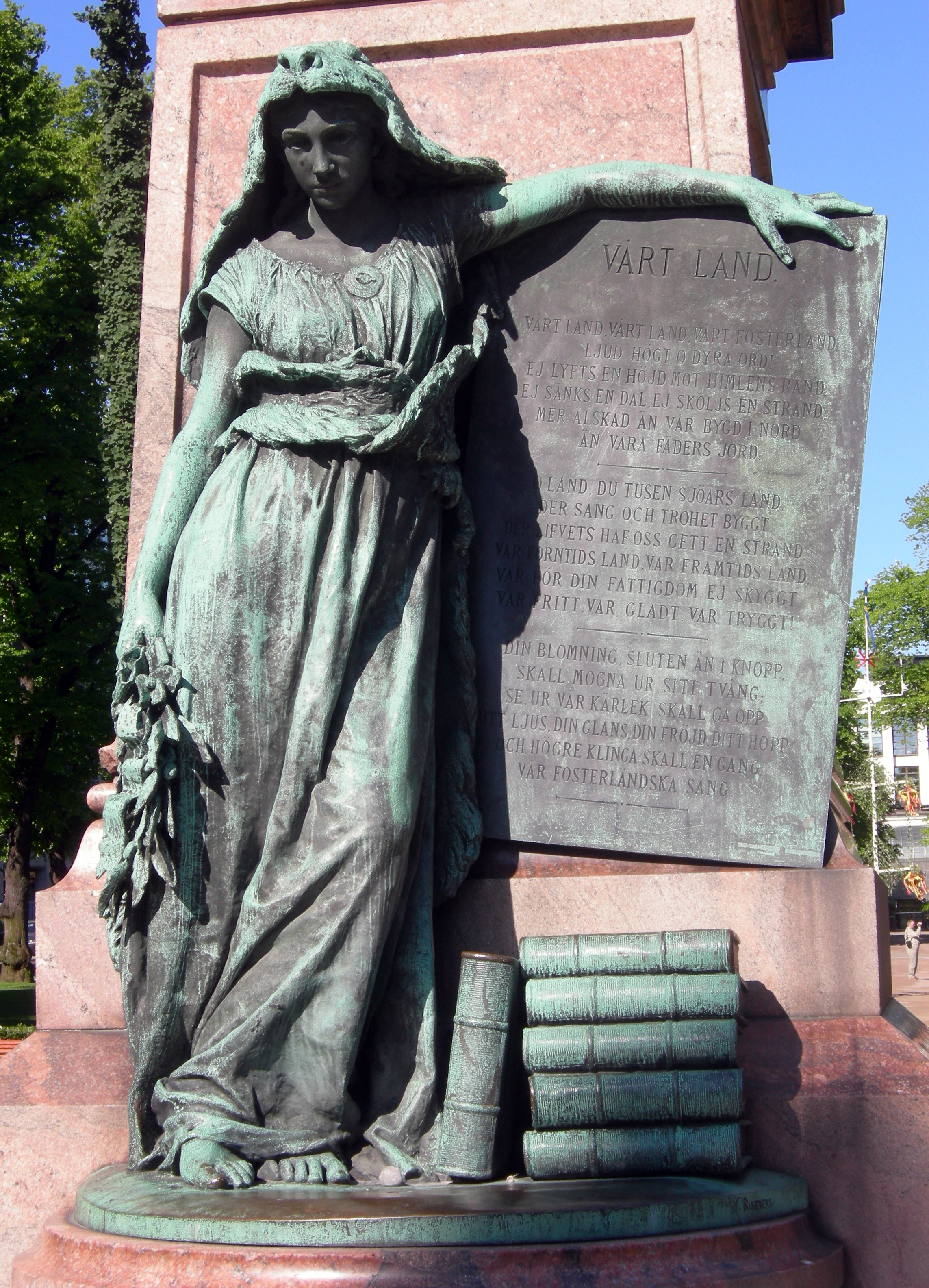
Монумент присвячений Maamme у Хельсінкі

: Oi maamme, Suomi, synnyinmaa,
soi, sana kultainen!
Ei laaksoa, ei kukkulaa,
ei vettä, rantaa rakkaampaa: kuin kotimaa tää pohjoinen,
maa kallis isien.
Sun kukoistukses kuorestaan: kerrankin puhkeaa;
viel' lempemme saa nousemaan: sun toivos, riemus loistossaan,
ja kerran laulus, synnyinmaa: korkeemman kaiun saa.

### Vårt land
Vårt land, vårt land, vårt fosterland,
ljud högt, o dyra ord!
Ej lyfts en höjd mot himlens rand,
ej sänks en dal, ej sköljs en strand,
mer älskad än vår bygd i nord,
än våra fäders jord!
Din blomning, sluten än i knopp,
Skall mogna ur sitt tvång;
Se, ur vår kärlek skall gå opp: Ditt ljus, din glans, din fröjd, ditt hopp.
Och högre klinga skall en gång: Vår fosterländska sång.
Vers 11
Och här, och här,
I detta land,
vårt öga ser det här,
vi kunna sträcka ut vår hand,
Och visa glatt på sjö och strand,
Och säga «se det landet där»: Vårt fosterland det är!